# Jean-Jacques Urban
Pour les articles homonymes, voir Urban (homonymie).
Jean-Jacques Urban est un agriculteur et un homme politique français né le 26 octobre 1875 à Hurtigheim, dans le Bas-Rhin, et décédé le 24 mars 1962.
Grand propriétaire, fondateur de la Coopérative du houblon d'Alsace et maire de sa commune natale, il se présente aux élections sénatoriales de 1935 sous les couleurs de l'Alliance démocratique. Élu, il rejoint le groupe parlementaire de l'Union républicaine, qui regroupe l'essentiel des sénateurs affiliés à l'Alliance. 
Parlementaire très discret, il ne prend pas part au vote des pleins pouvoirs au maréchal Pétain en juillet 1940, et ne retrouve pas de mandat parlementaire après le conflit.

## Sources
- « Jean-Jacques Urban », dans le Dictionnaire des parlementaires français (1889-1940), sous la direction de Jean Jolly, PUF, 1960 [détail de l’édition]